# С-5 (авіаційна ракета)
НАР С-5 (початкова назва АРС-57) — некерована авіаційна ракета, призначена для знищення техніки та живої сили противника. Розроблена у конструкторському бюро ОКБ-16, головним конструктором був А. І. Нудельман. Даним типом ракет укомплектовувались різного типу літаки та гелікоптери. Головною відмінністю від попередніх моделей радянських некерованих авіаційних ракет була складна опора, що забезпечувала компактне розміщення ракет у напрямних трубах, зібраних в одному блоці.

## Модифікації
Має калібр 57-міліметра, сімейство С-5 налічує 18 найменувань серійних боєприпасів, у тому числі:
- С-5 (АРС-57) — базовий варіант. Прийнятий на озброєння 1955 року;
- С-5К, С-5К1 (КАРС-57) — бронебійна з БЧ кумулятивного дії. Оснащується механічним детонатором В-586. Призначена для боротьби з бронетехнікою. Пробиває броню до 130 мм. Прийнята на озброєння 1960 року;
- С-5КО — багатоцільова з БЧ комбінованого кумулятивно-осколкової дії. Оснащена 10 сталевими кільцями з надрізами для регулярності дроблення (при вибуху утворюється до 220 осколків масою по 2 грами);
- С-5Кор — корегована (проект);
- С-5КП, С-5КПБ (індекс УВ ВВС —9-А-608) — НАР з кумулятивною бойовою частиною з п'єзоелектричним детонатором. Для утворення осколків на корпус навитий сталевий дріт;
- С-5М, С-5М1 — з БЧ фугасної дії. Призначена для ураження живої сили і слабо захищених цілей. Прийнята на озброєння 1959 року;
- С-5МО — з БЧ посиленої осколкової дії. Оснащена 20 сталевими кільцями з надрізами (при вибуху утворюється до 360 осколків);
- С-5О (ОАРС-57) — освітлювальна (час горіння 18,3 з). Оснащується дистанційним підривником І-71 (час спрацьовування 17 с);
- С-5О1 — модернізованаС-5О. Відрізняється наявністю парашута;
- С-5П, С-5П1 (АСР-57СП, ПАРС-57) — протилокаційна. Споряджається дипольними відбивачами для постановки пасивних перешкод. Оснащується дистанційним підривником. Прийнята на озброєння 1964 року;
- З-5С, С-5СБ — начинена стріловидними вражаючими елементами (1100 штампованих сталевих стріл довжиною 40 мм). Забезпечена дистанційним підривником. Призначена для ураження живої сили.

## Тактико-технічні характеристики
- Калібр: 57 мм
- Розмах оперення: 230 мм
- Довжина: 830 мм
- Дальність: 1800-3000 м

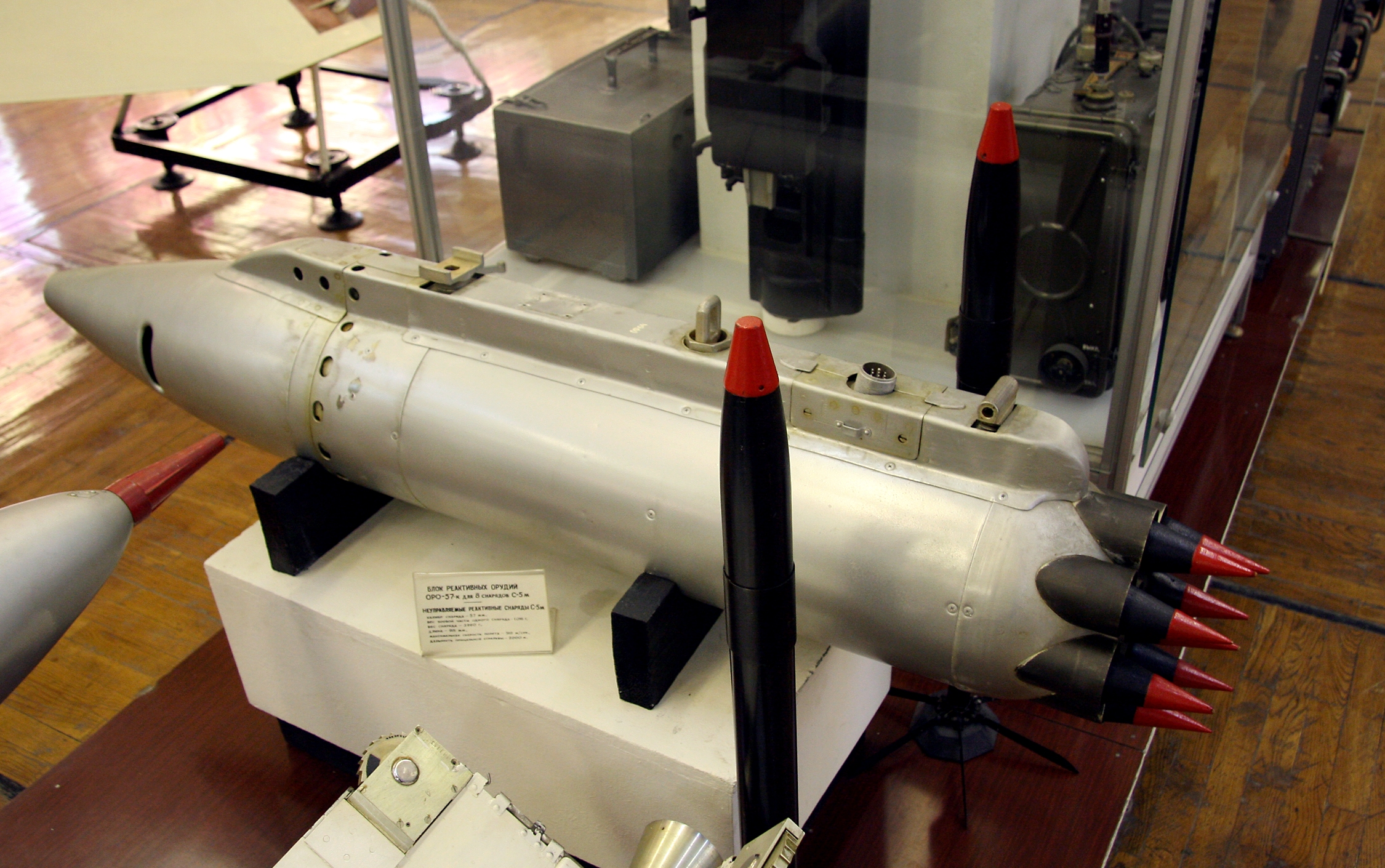
Пусковий пристрій ОРО-57К для 8 НАР С-5М

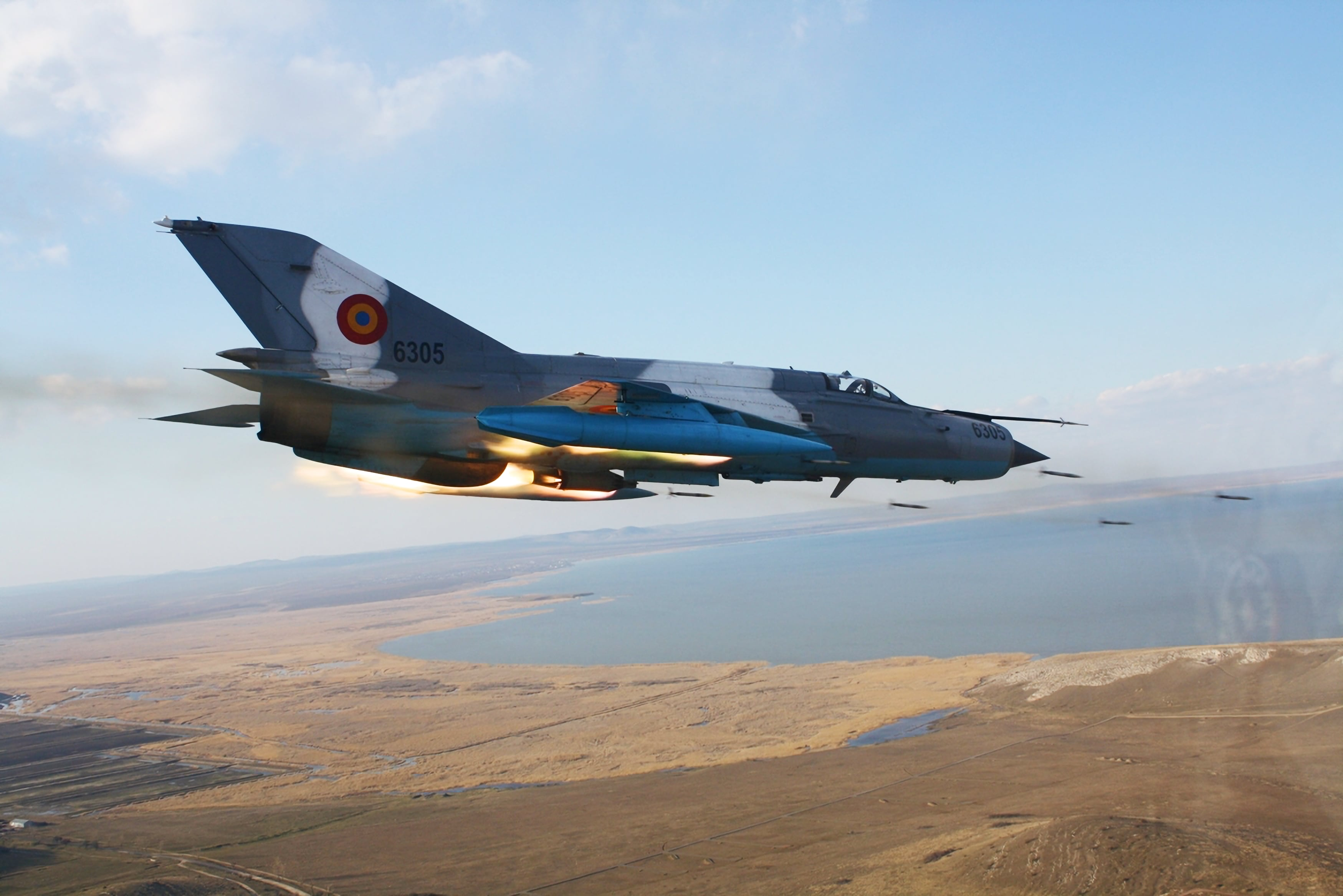
Румунський MiG-21 стріляє ракетами С-5 (2010 рік).

- Діапазон висот застосування: 100-15000 м (30 км балістична)
- Максимальна швидкість: 590—600 м/с
- Час роботи двигуна 1,1 с
- Круговий ймовірне відхилення: 0,35 % від дальності
- Стартова маса: 3,86-5,1 кг
- Маса бойової частини: 1,08 кг.